# Oituz, Constanța
Oituz (în maghiară Ojtoz) este un sat în comuna Lumina din județul Constanța, Dobrogea, România. La recensământul din 2002 avea o populație de 717 locuitori.

## Istoric
Satul s-a format în anul 1923 ca urmare a împroprietăririi de către Ferdinand I al României a aproximativ 45 de familii de ceangăi din Luizi-Călugăra, Bacău drept răsplată pentru participarea în Primul Război Mondial, atât veteranilor, cât și văduvelor sau urmașilor acestora. Însă pe fondul lipsei condițiilor sau sălbăticiei, ori a fricii căpătate după prima recoltă slabă, între 1923 și 1940 aceștia s-au reîntors regulat în Luizi-Călugăra pe timpul iernii, iar alții au emigrat în SUA sau înapoi în satul natal. Din total, în sat au rămas opt familii din rândul primilor coloniști. O parte a celor retrași au revenit în sat pentru practicarea agriculturii, aducând și alți coloniști din Frumoasa, Bacău sau alte sate. Colonizarea a avut loc până în anii 1970. Oituz a fost amplasat la sud de Mihail Kogălniceanu și Sibioara și la 7 km vest de orașul Năvodari. Inițial satul a aparținut de parohia romano-catolică a germanilor din Mihail Kogălniceanu. Au existat căsătorii între cele două etnii, precum și ai celor din Oituz cu cei din județul Bacău.
Satul este recunoscut ca cea mai estică și mai sudică așezare maghiară, fiind la o distanță de 1150 de kilometri de Budapesta. În folclorul local și al altor populații din Dobrogea, satul a fost supranumit „capitala Dobrogei” datorită pământului fertil și a practicării agriculturii intensive.
Componența lingvistică și confesională a satului Oituz (1930)
     Limbă română, religie ortodoxă (15,4%)
     Limbă maghiară, religie romano-catolică (84,6%)
Potrivit recensământului din 1930, după etnie, dintr-un total de 39 de persoane în satul Oituz aflat în plasa Ovidiu existau 39 de români. Din aceștia, 6 erau de limbă română și 33 de limbă maghiară. După religie, 6 erau ortodocși și 33 romano-catolici.
În 1940, ca urmare a repatrierii germanilor din Mihail Kogălniceanu în Germania Nazistă, locuitorii au avut de suferit. În schimb, o parte dintre aceștia au achiziționat vite, cai, echipamente agricole sau terenuri agricole de la germani. Locuitorii au participat și în Al Doilea Război Mondial, mulți dintre aceștia murind ca eroi. După război, supraviețuitorii au fost din nou împroprietăriți. Dintre germanii repatriați anterior și găsiți de ocupația sovietică, au fost aduși înapoi în Mihail Kogălniceanu și împrejurimi, însă locuințele fiind relocate românilor, aceștia au fost nevoiți să se stabilească în Oituz.
La nivelul anului 1990, populația satului a fost de 509 familii cu aproximativ 700 de persoane, dintre care 110 erau germani dobrogeni. Câțiva dintre aceștia au emigrat în Germania ulterior, în timp ce ceangăii au emigrat pentru locuri de muncă în Italia, Spania și Grecia. Ceangăi s-au stabilit și în localitățile mari din apropiere, Ovidiu, Lumina și Mihail Kogălniceanu. Pe de altă parte, la recensământul populației din 2011, în Năvodari existau 283 de maghiari, număr posibil explicat de politica comunistă de repartizare a absolvenților maghiari în zone locuite de români, în acest caz pentru a deservi Rafinăria Năvodari. În zonă, localități care au inclus și o populație istorică maghiară și secuiască, specializată în comerț, au fost Brăila, cu emigranți din ceangăime și Transilvania, precum și polonezi și germani din Bucovina, și Vadu Ungurului, în prezent încorporat drept cartier în Galați, vizitat de călătorul János Jerney⁠(hu)[traduceți] în 1844. În privința ultimei așezări, cel mai probabil populația a fost asimilată de cea românească.
În ceea ce privește cunoașterea limbii maghiare, locuitorii din Oituz cu vârsta peste 30 de ani o vorbesc cu cei cărora li se adresează așa, iar cei mai tineri înțeleg limba, dar răspund în limba română.
Noua biserică romano-catolică a fost inaugurată în anul 2016, ca dimensiuni impunătoare asemănându-se cu cele construite de restul populației în regiunea Moldovei. Biserica veche a fost reîntrebuințată ca depozit. La nivelul anului 2012 limba liturghiei era româna.